# سینوهه، پزشک مخصوص فرعون

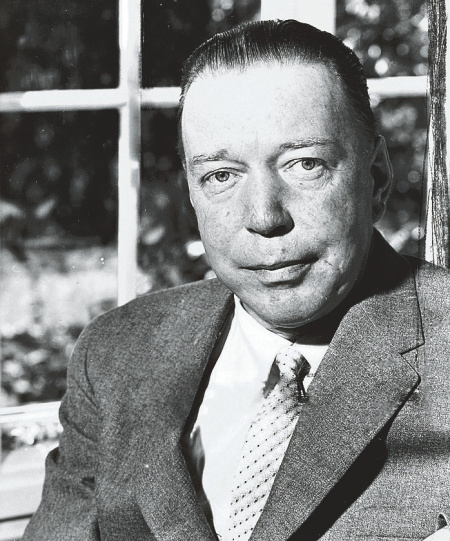
میکا والتاری

سینوهه نام یک رمان تاریخی در سبک زندگی‌نامه است که به قلم میکا والتاری نویسندهٔ فنلاندی در سال ۱۹۴۵ نگاشته شده‌است. این کتاب که مهم‌ترین اثر نویسنده به شمار می‌رود از وقایع دوران فرعون آخناتون و آغاز سلطنت فرعون هُورِم هُب نوشته شده‌است. فیلمی هالیوودی نیز بر اساس این کتاب در سال ۱۹۵۴ ساخته شده است.

## ترجمه
این کتاب توسط ذبیح‌الله منصوری به فارسی ترجمه شده است.

## خلاصه

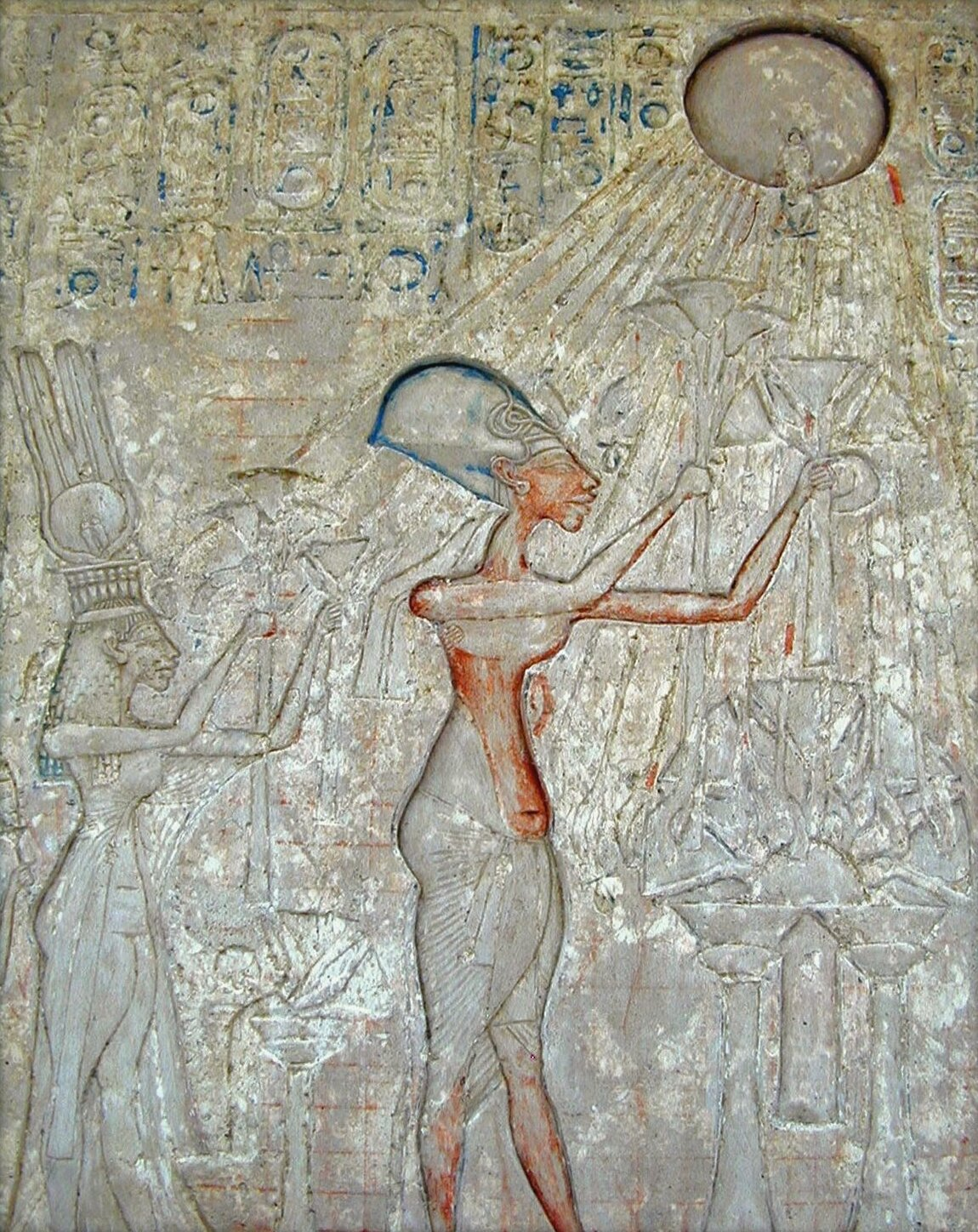
آخناتون

این داستان دربارهٔ شخصیتی است که در هنگام تولد او را در یک سبد دست باف گذاشته و به رود نیل سپرده‌اند و خانواده‌ای فقیر او را یافته و به فرزندی بزرگ می‌کنند. سینوهه در ادامه به مقام کاهنی و پزشکی (مخصوصِ فرعون) می‌رسد و سفرهایی را به بابل و سوریه و کناره دریای مدیترانه می‌کند. در طول این سفر با رخدادهای گوناگون روبه رو می‌شود. در بازگشت به مصر برای نجات مصر از حرفه پزشکی خود استفاده می‌کند. در میانه‌های داستان او به هویت راستین پدر و مادرش پی می‌برد. یکی از ویژگی‌های بارز این کتاب، توصیف دقیق نحوه زندگی و اوضاع اجتماعی کشورهای مصر، سوریه، بابل، هیتی، میتانی در دوران آخناتون (آمن هوتپ چهارم) است؛ که در میان سال‌های ۱۳۳۴–۱۳۵۱ پیش از زادروز مسیح می‌زیسته است.